# Décès en 1209
Décès
- 1205
- 1206
- 1207
- 1208
- 1209
- 1210
- 1211
- 1212
- 1213

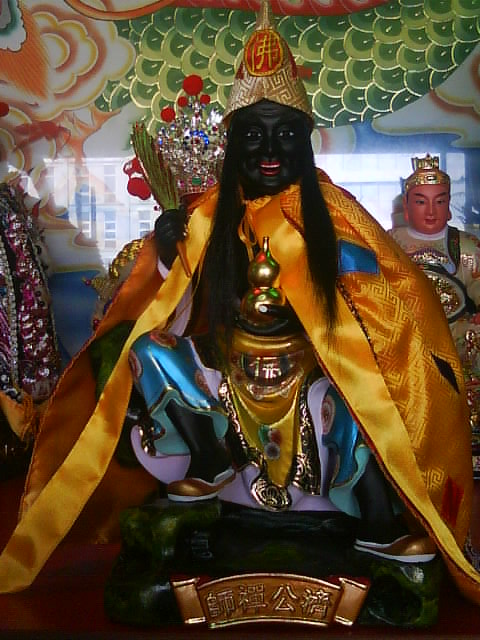
Statue de Ji Gong, mort en 1209.

Cette page dresse une liste de personnalités mortes au cours de l'année 1209 :
- 10 janvier : Guillaume de Bourges, archevêque de Bourges, Saint Guillaume du calendrier.
- février : Alphonse II de Provence, comte de Provence.
- 7 mars : Othon VIII de Wittelsbach, comte palatin de Bavière, resté connu comme l'assassin de Philippe de Souabe.
- 12 septembre : Fujiwara no Kinshi (Go-Shirakawa), impératrice consort du Japon.
- 10 novembre : Raimond-Roger Trencavel,  vicomte de Carcassonne et de Razès (fiefs tenus du comte de Barcelone qui était dans le même temps roi d'Aragon).
- 12 novembre : Philippe du Plaissis ou du Plaissiez ou Pleissiez - 13e Grand Maître des Templiers.

- Geoffroy III de Penthièvre, comte de Lamballe et de Penthièvre.
- Guillaume Ier de Champlitte, prince d'Achaïe, vicomte de Dijon, seigneur de Champlitte, Pontailler-sur-Saône, Talmay et Lamarche-sur-Saône.
- Guillaume IV de Forcalquier, comte de Forcalquier.
- Ji Gong, moine bouddhiste de l'actuel Xian de Tiantai, dans la province du Zhejiang, en Chine.
- Jón Árnason, évêque de Garðar, au Groenland.
- Margaret de Suède, princesse royale suédoise qui fut reine consort de Norvège.
- Nizami, ou Nezam al-Din Abou Mohammad Elyas Ibn Youssouf Ibn Zaki Ibn Mou’ayyad Nezami Gandjavi, poète persan.
- Pierre Ier de Gruyère, comte de Gruyère.
- Rûzbehân, poète et philosophe perse.

## Crédit d'auteurs
- Cet article est partiellement ou en totalité issu de l'article intitulé « 1209 » (voir la liste des auteurs).